# Marko Marović
Marko Marović (in serbo Марко Маровић?; Belgrado, 30 gennaio 1983) è un ex calciatore serbo, di ruolo difensore.

## Carriera
Ha giocato nella massima serie dei campionati serbo, rumeno, georgiano e ungherese.